# Quintett (Film)
Quintett ist ein US-amerikanischer Science-Fiction-Film, der in einer postapokalyptischen Welt spielt.

## Handlung
Eine neue Eiszeit ist über die Erde hereingebrochen, die Ära des Erdöls ist vorbei. Die Kälte hat die Zivilisation zusammenbrechen lassen: Es gibt keine Regierungen mehr, man bewegt sich zu Fuß von Ort zu Ort; wilde Hunde, die in Fünferrudeln jagen, schaffen die Leichen der Erfrorenen und Verhungerten von den Straßen. Zehn Jahre nachdem er die Stadt verlassen hat, kehrt der Robbenfänger Essex mit seiner schwangeren Frau aus dem Süden zurück und sucht nach seinem Bruder, aber dieser wird kurz darauf das Opfer eines Bombenattentats, bei dem auch seine Frau und Essex’ Gefährtin Vivia das Leben verlieren.
Die Ursache für den Tod seines Bruders liegt in einem Spiel verborgen, das Quintett heißt und von denen gespielt wird, die glauben, einen letzten Sinn in ihrem Dasein gefunden zu haben. Wer das Spiel verliert, muss die Konsequenzen tragen: Er ist ein toter Mann. Essex will den Tod seiner Verwandten rächen, aber um den Mördern auf die Spur zu kommen, hat er keine andere Wahl, als sich in die Reihen der Quintett-Spieler einzuschleichen. Unter falschem Namen nimmt er Kontakt mit ihnen auf und wird in eine rätselhafte Gesellschaft eingeführt, für die das Spiel zugleich Lebensinhalt und religiöse Philosophie geworden ist. Aber er erfährt nichts. Seine dämonischen Konkurrenten führen ihn in die Irre.
Ein Spieler nach dem anderen muss aus dem Quintett aussteigen und stirbt. Als Essex von Grigor, dem mysteriösen Spielleiter, den ihm zustehenden Preis des Siegers verlangt, erfährt er, dass dieser lediglich darin besteht, weitermachen zu dürfen. Essex lehnt ab. Er verwirft den Gedanken, dass es einen Sinn haben könnte, seine Tage in der frostklirrenden, kalten Stadt zu beschließen, und folgt einer nach Norden fliegenden Wildgans in die Einsamkeit hinaus. Die Gans ist für ihn ein Zeichen der Hoffnung, aber dass er in der Eiswüste den Tod finden wird, ist gewiss.

## Erstaufführungen
- USA 9. Februar 1979
- Bundesrepublik Deutschland 24. August 1979

## Kritik und Interpretation
Peter Nicholls schreibt in der Encyclopedia of Science Fiction, der Film langweile den Zuschauer, bleibe aber auf Jahre hinaus im Gedächtnis (Quintet bores the watcher, yet lingers for years in the mind.). Der Hauptdarsteller zerstöre auf den ersten Blick eine korrupte Gesellschaft. Andererseits meint Nicholls auch, dass man in dem Spiel den einzigen Sinn sehen könne, der den Menschen geblieben sei, und Essex Ablehnung desselben als törichte Handlung aufzufassen sei.
Das Lexikon des internationalen Films meint, Robert Altman habe „seine eigenwillige End- und Eiszeitvision mit beklemmend dichten Bildern, aber auch mit einem verworrenen, pseudophilosophischen Überbau“ ausgestattet. Die Originalität des Films gehe „leider auf Kosten der gedanklichen Klarheit“.
Robert Altman selbst sagte zu Quintett: „Ein Märchen in Eis, in das man sich hineinziehen lassen soll, ohne zu versuchen, das Unerklärliche zu begreifen“.